# Tridactyle fusifera
Tridactyle fusifera là một loài thực vật có hoa trong họ Lan. Loài này được Mansf. miêu tả khoa học đầu tiên năm 1934.